# Krava (hrid)
Krava je hrid u Viškom otočju, na ulazu u Viški zaljev, kod grada Visa. Na hridi je svjetionik. U neposrednoj blizini je i podmorsko arheološko nalazište - ostaci antičkog brodoloma.
Površina hridi je 1006 m2, a visina 2 metra.

## Vanjske poveznice
|  | Zajednički poslužitelj ima još gradiva o temi Krava (hrid) |